# TP53I3
TP53I3 (англ. Tumor protein p53 inducible protein 3) – білок, який кодується однойменним геном, розташованим у людей на короткому плечі 2-ї хромосоми.  Довжина поліпептидного ланцюга білка становить 332 амінокислот, а молекулярна маса — 35 536.
| 10         |  | 20         |  | 30         |  | 40         |  | 50         |
| ---------- |  | ---------- |  | ---------- |  | ---------- |  | ---------- |
| MLAVHFDKPG |  | GPENLYVKEV |  | AKPSPGEGEV |  | LLKVAASALN |  | RADLMQRQGQ |
| YDPPPGASNI |  | LGLEASGHVA |  | ELGPGCQGHW |  | KIGDTAMALL |  | PGGGQAQYVT |
| VPEGLLMPIP |  | EGLTLTQAAA |  | IPEAWLTAFQ |  | LLHLVGNVQA |  | GDYVLIHAGL |
| SGVGTAAIQL |  | TRMAGAIPLV |  | TAGSQKKLQM |  | AEKLGAAAGF |  | NYKKEDFSEA |
| TLKFTKGAGV |  | NLILDCIGGS |  | YWEKNVNCLA |  | LDGRWVLYGL |  | MGGGDINGPL |
| FSKLLFKRGS |  | LITSLLRSRD |  | NKYKQMLVNA |  | FTEQILPHFS |  | TEGPQRLLPV |
| LDRIYPVTEI |  | QEAHKYMEAN |  | KNIGKIVLEL |  | PQ         |  |            |

A: Аланін

C: Цистеїн

D: Аспарагінова кислота

E: Глутамінова кислота

F: Фенілаланін

G: Гліцин

H: Гістидин

I: Ізолейцин

K: Лізин

L: Лейцин

M: Метіонін

N: Аспарагін

P: Пролін

Q: Глутамін

R: Аргінін

S: Серин

T: Треонін

V: Валін

W: Триптофан

Кодований геном білок за функцією належить до оксидоредуктаз. 
Задіяний у таких біологічних процесах як поліморфізм, ацетиляція, альтернативний сплайсинг. 
Білок має сайт для зв'язування з НАДФ. 